# Marcha hacia el Oeste

Cartel de propaganda del Estado Novo: "El verdadero sentido de la brasilidad es la marcha hacia Occidente".

La Marcha hacia el Oeste (en portugués: Marcha para o Oeste) fue una política pública impulsada por el gobierno de Getúlio Vargas durante el Estado Novo (1937-1945) con el fin de desarrollar e integrar las regiones Centro-Oeste y Norte de Brasil, que hasta entonces presentaban una baja densidad de población, muy diferente de la que existía en la región costera brasileña.  A principios de la década de 1940, prácticamente la totalidad de los 43 millones de habitantes del país se concentraban en la costa y veían el interior de su propio país como algo exótico.
Además, esta política también buscaba crear un sentimiento de nacionalidad y pertenencia en estas zonas entre toda la población brasileña. La noción de "vacío" territorial actualizó el concepto de "sertão", entendido como un espacio abandonado que, desde las denuncias de Euclides da Cunha, preocupaba a las élites brasileñas interesadas en construir una nación.

## Historia
Para tal tarea, el gobierno necesitaba conocer bien el territorio a integrar, por lo que se crearon una serie de entidades con el fin de producir información para el desarrollo de las acciones gubernamentales, como el Consejo Nacional de Geografía, el Consejo Nacional de Cartografía, el Consejo Nacional de Estadística y el Instituto Brasileño de Geografía y Estadística (IBGE), este último en 1938. Estos organismos ayudarían al Estado a formular e implementar sus políticas destinadas a superar los "vacíos" territoriales y la poca interacción de la red urbana.
La forma de integración entre regiones y ciudades por la que optó el gobierno federal en ese entonces fue el transporte terrestre, por ello, la creación en 1937 del Departamento Nacional de Caminos (DNER) indica sin duda la importancia de las carreteras como instrumento de comunicación entre regiones y ciudades. Así, en 1940, se lanzó la llamada "Marcha hacia el Oeste", como guía para la integración territorial del país, y se hicieron durante las festividades de inauguración de la ciudad de Goiânia.
La marcha, además de obtener el apoyo de la población, contó con la ayuda de empresarios paulistas que donaron a las diversas expediciones para reconocer el territorio, convencidos por el discurso nacionalista de recordar a los bandeirantes de siglos pasados. Incluso en diversos anuncios de la época, se puede observar el resurgimiento del mito de la colonización.

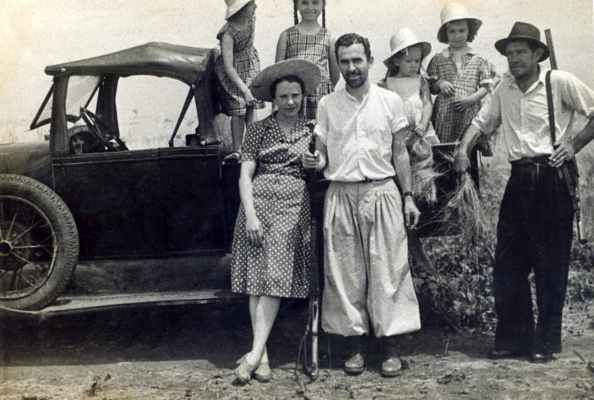
El agrónomo Jorge Aguirre, primer administrador de la Colonia Agrícola Nacional de Dourados (Cand), nombrado por Getúlio Vargas el 24 de noviembre de 1943, y su esposa e hijos.

La colaboración intelectual con el movimiento incluyó una publicación del poeta paulista Cassiano Ricardo titulada Marcha Para Oeste: a influência da bandeira na formação social e política do Brasil, publicada en 1940. Se trataba de una versión mítica del Estado Nacional, en la que Cassiano hace una analogía entre la organización de los bandeirantes en el siglo XVI y la del Estado Novo.
La acción política concreta del Estado Novo se hizo sentir con la creación de los "territorios federales" en 1943: Amapá, Rio Branco (actual Roraima), Guaporé (actual Rondônia), Iguazú y Punta Porá, que posteriormente recibirían la categoría de estados de la federación o se incorporarían a estados ya existentes. El gobierno federal también actuó en la región de colonización del norte de Paraná, que dio origen a una serie de nuevas ciudades como Londrina, Maringá, Cianorte y Umuarama.
La Expedición Roncador-Xingu también se destaca dentro de la "Marcha al Oeste", planificada para conquistar y despejar el corazón de Brasil. Iniciada en 1943, el movimiento se adentró en el centro de Brasil, descubrió el sur de la Amazonia y estableció contacto con varias etnias indígenas aún desconocidas. A la cabeza, tres hermanos que marcaron este período de la historia nacional: Leonardo, Cláudio y Orlando Villas Bôas.
Las principales líneas de la política territorial —políticas de asentamiento, regulación del desplazamiento de población, transporte y comunicación— del gobierno de Vargas serían posteriormente retomadas por el presidente Juscelino Kubitschek. La construcción de Brasilia puede entenderse como una nueva «Marcha hacia el Oeste», ya que desplazó poblaciones (los llamados «candangos», principalmente migrantes del noreste) al sertón y posibilitó la llegada de la vida urbana a la región. Más aún, trasladó el poder central al interior e inició un proceso de desplazamiento de la modernización brasileña del Centro-Sur al Centro-Oeste.

## Otras lecturas
- Andrade, Rómulo de Paula. "'Ganar la tierra, dominar el agua, subyugar la selva': Getúlio Vargas y la revista Cultura Política redescubren la Amazonía (1940-1941)." Boletim do Museu Paraense Emílio Goeldi. Ciencias Humanas 5 (2010): 453-468. abstracto
- Dickenson, JP "Desarrollo en la Amazonia brasileña: Antecedentes de nuevas fronteras". Revista Geográfica 109 (1989): 141-155.
- Silva, Sandro Dutra E. "La venganza de la naturaleza: Guerra contra la naturaleza durante la apertura de la 'última frontera occidental' de Brasil". Revista Internacional de Historia Ambiental 5.1 (2019): 5-21. En línea .
- Sternberg, Hilgard O'Reilly. “El 'Destino Manifiesto' y la Amazonia brasileña: Un contexto para los problemas contemporáneos de seguridad y desarrollo”. Anuario. Conferencia de Geógrafos Latinoamericanistas, vol. 13, 1987, pp. 25-35. Disponible en línea.

- Datos: Q10325212